# 何家村唐代窖藏

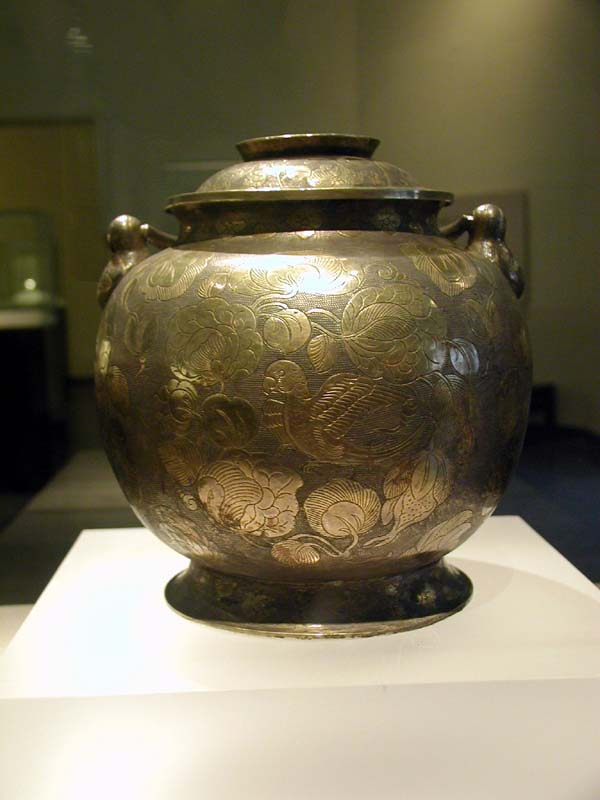
鎏金鹦鹉纹提梁银罐

何家村唐代窖藏，1970年10月在陕西西安何家村出土的窖藏文物。1970年10月5日，在西安南郊何家村的一个基建工地上，施工的工人挖出了一个高65厘米，腹径60厘米的陶瓮，里面装有大量金银器；10月11日，在第一个陶瓮出土地点的北侧不远处，考古人员又发现了一个大小类似的陶瓮，瓮上面盖有一层银渣，其内装有金银器和玉器；考古人员在陶瓮的旁边还发现了一件高30厘米，腹径25厘米的银罐，银罐内装有一件精美的镶金兽首玛瑙杯。这次发现共出土文物1000多件，包括各种金银器、银铤、银板、银饼、中外钱币、宝玉珍饰和贵重药材。
2010年起以《大唐遗宝——何家村窖藏出土文物展》为主题的展览在陕西历史博物馆常年展出。

## 出土文物
何家村唐代窖藏共出土文物1000多件，包括金银器皿271件，银铤8件，银饼22件，银板60件，金、银、铜钱币466枚，玛瑙器3件，琉璃器1件，水晶器1件，玉带10幅，玉臂环1对，金饰品13件，另有金箔、玉材、宝石等。其中被定为中国国宝级文物的有3件，定为中国国家一级文物的有数十件。
- 镶金兽首玛瑙杯：海内孤品，中国政府禁止其出境。
- 鸳鸯莲瓣纹金碗：被定为中国国宝级文物。
- 鎏金舞马衔杯纹仿皮囊银壶：被定为中国国宝级文物。
- 鎏金鹦鹉纹提梁银罐：被定为中国国宝级文物。

这批金银器的数量非常大，价值非常高。经实测何家村唐代窖藏金器总重达298两（唐大两，合今45克），银器总重3700多两（唐大两），再外加十副玉带，它们的总价值在唐代大约折合黄金900——1000两，铜钱3830万钱。

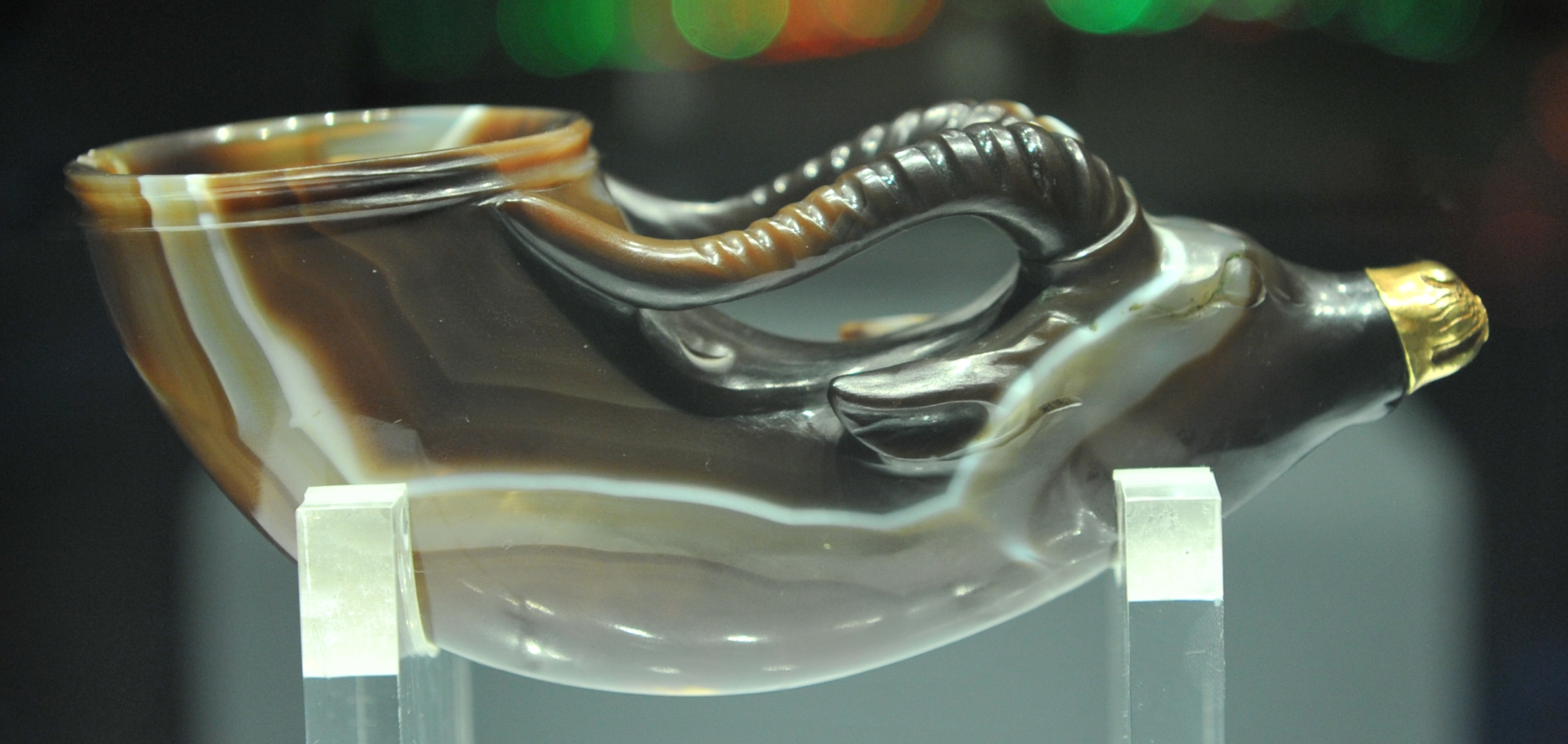
兽首玛瑙杯
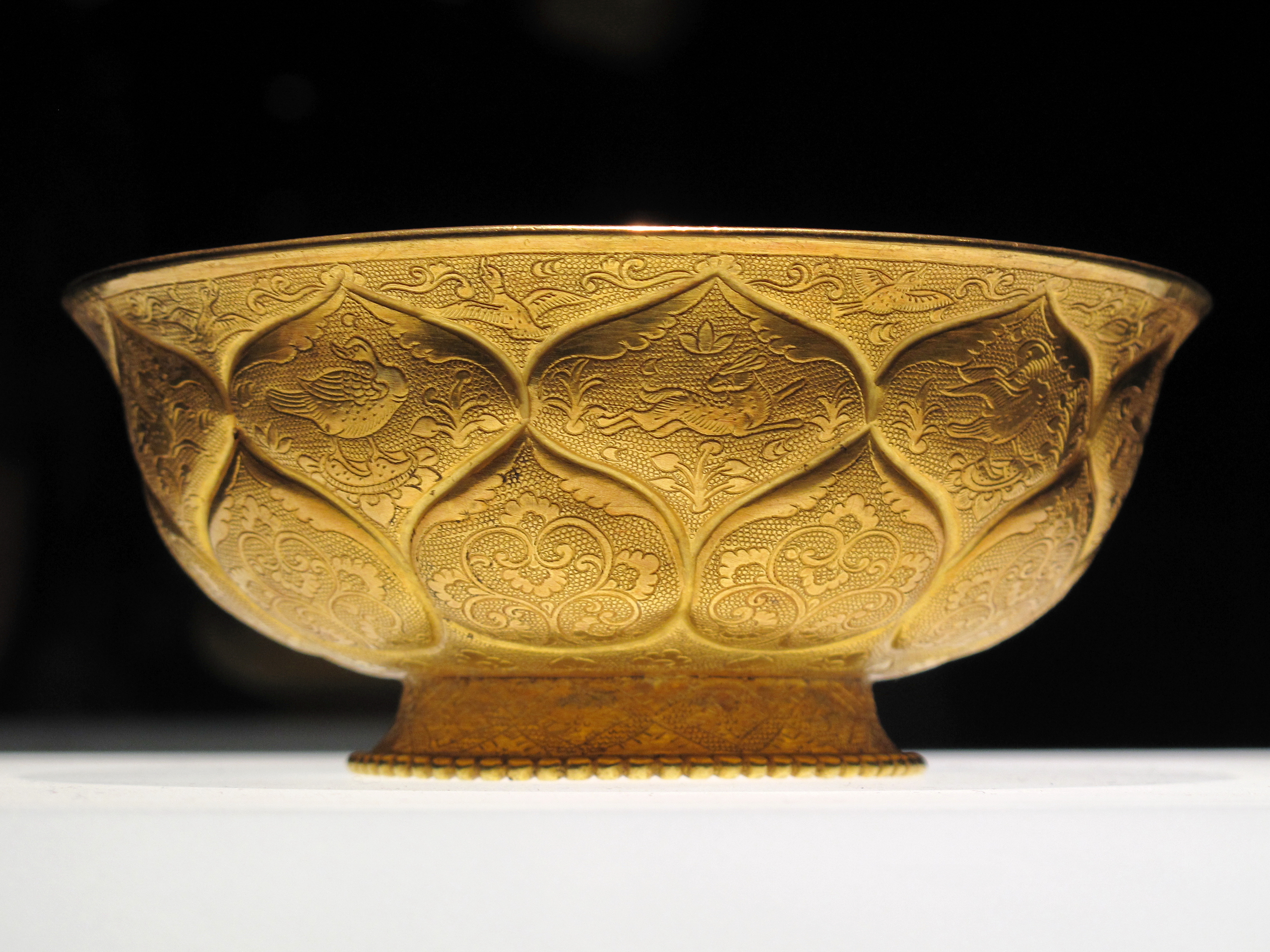
鸳鸯莲瓣纹金碗
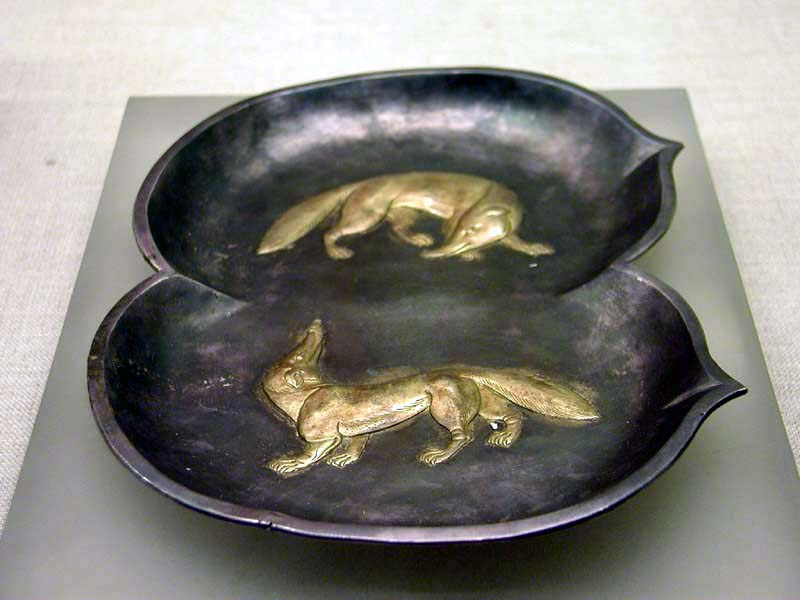
鎏金双狐纹双桃形银盘
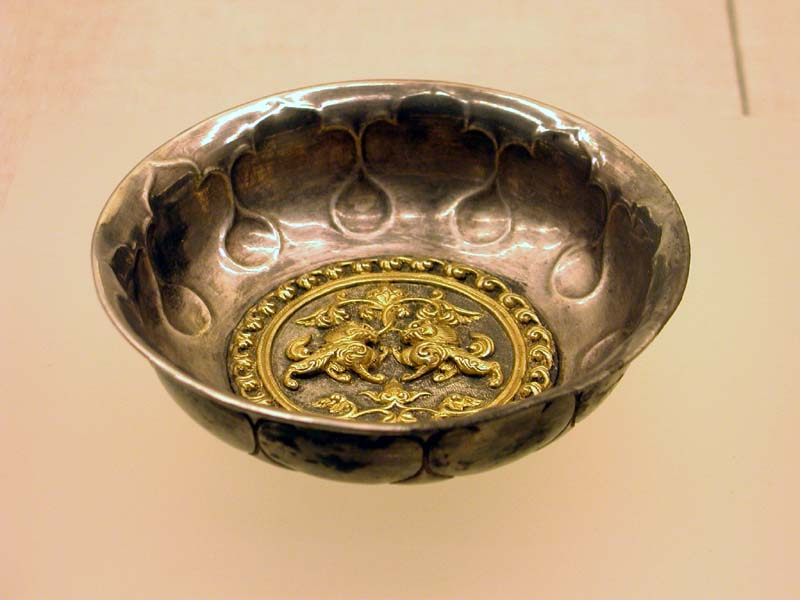
鎏金双狮纹银碗

## 宝藏主人
考古工作者经过钻探并对照文献，初步判断现在何家村的位置是在唐代长安城兴化坊中部偏西南处。
郭沫若在《出土文物二三事》中考证，这批文物“为唐玄宗李隆基天宝十五年（公元756年）6月因安禄山之乱逃奔四川时邠王李守礼后人所窖藏”。他认为这批窖藏文物是邠王府中的财物，可能是在“安史之乱”时仓促埋下而后来未能挖出，所以才保留到现代。
而陕西历史博物馆和北京大学的学者考证，何家村窖藏的主人是唐代尚书租庸使刘震，窖藏埋藏年代应为唐德宗建中四年（783年）的泾原兵变时，也因兵乱保存到现代。但北京大学教授荣新江认为窖藏主人是尚书租庸使刘震的说法靠不住，因为《刘无双传》中的刘震只是一个虚构的人物，缺乏其他文献的印证，窖藏宝藏应为当时的私人收藏。

## 史学意义

### 唐代科学技术
何家村窖藏的制作工艺代表了唐代的最高水平。何家村金银器使我们对唐代的金属冶炼、机械设计及加工、焊接、贵金属制作等都有了直观、深入的认识。专家推测当时可能已经使用简单车床对材料进行切削、抛光，窖藏文物的焊接、铆、镀、刻、凿等的工艺技术已达到较高的水平，同时大量优质银器的出现也表明当时冶银技术的进步。

### 唐代经济制度
何家村窖藏出土的银铤、银饼、银板上面留有文字，这些文字涉及到年号、地区、赋役种类等，这可以帮助我们进一步了解唐代的经济制度。此外22枚银饼中有4枚是庸调银饼，为庸调银实物的首次发现。

### 唐代宫廷生活

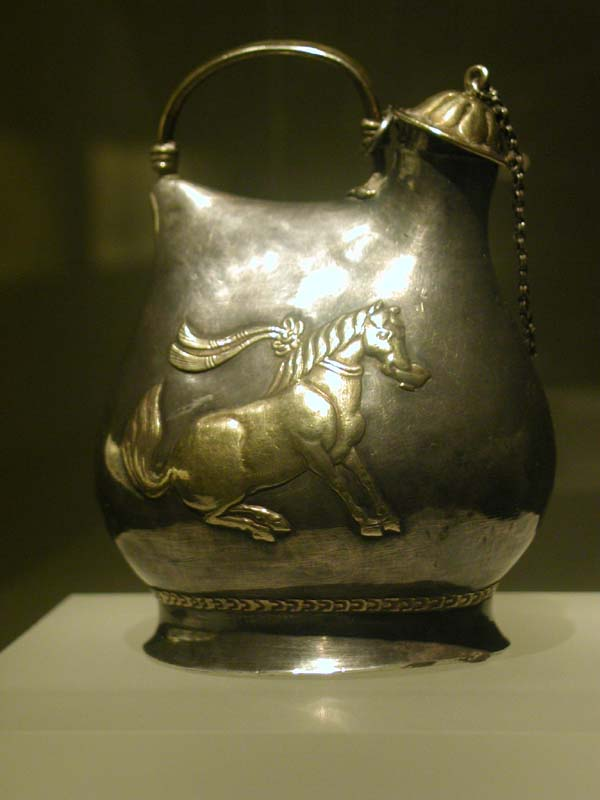
鎏金舞马衔杯纹仿皮囊银壶

何家村窖藏应为唐代宫廷之物，这些物品反映出了丰富多彩的宫廷生活。如鎏金舞马衔杯纹仿皮囊银壶就印证了唐代宫廷舞马的记载。据《旧唐书·音乐志》载：“玄宗在位多年，善乐音。若讌设酺会，即御勤政楼。……日旰，即内闲厩引蹀马三十匹，倾杯乐曲，奋首鼓尾，纵横应节，又施三层板床，乘马而上，抃转如飞。”《新唐书·礼乐志》、《通典》、《通志》、《乐府杂录》、《明皇杂录》等文献中也有类似的记载。唐代张说的《舞马千秋万岁乐府词》中有“更有衔杯终宴曲，垂头掉尾醉如泥。”的诗句。
传说唐玄宗常在承天门楼上设宴娱乐，筵席间兴致高昂时，便向楼下抛撒金钱作为赏赐。唐代诗人张祜《退宫人》一诗有“开元皇帝掌中怜，流落人间二十年。长说承天门上宴，百僚楼下拾金钱。”的诗句。“金钱”指“金开元通宝”，它不用于流通而仅供赏玩。何家村窖藏一次出土了“金开元通宝”30枚，是“金开元通宝”迄今惟一的一次发现。

### 中国古代钱币史
何家村窖藏出土钱币39种，是钱币收藏史上一次大发现。出土钱币包括唐代流行的开元通宝，西域高昌国的高昌吉利钱，日本元明天皇铸造的和同开珎银币，波斯的萨珊银币，东罗马金币等。还一次出土了“金开元通宝”30枚，“银开元通宝”421枚。

### 中国古代医药史
何家村窖藏出土了一套完整的药具和大量的药物，其中的药物在唐代属名贵药物，仅朱砂一项就有7种规格。这是迄今为止唐代药具和药物最为系统、完整的一次发现，是中国古代医药史上的一次重大发现。

### 中西交流史
何家村窖藏珍宝还呈现出浓重的多种文化因素。有些文物直接来自波斯萨珊、东罗马、中亚粟特和日本等地，如各种钱币。还有一些文物有明显的异域风格，如鎏金仕女狩猎纹八瓣银杯，形制上仍保留有粟特带把杯的风格，但其上的仕女形象已完全中国化了。这些文物反映出丝绸之路上多种文化碰撞、融合、创新的过程。

## 《花舞大唐春》一书所列文物
《花舞大唐春：何家村遗宝精粹》一书目录中所列文物如下：
1. 狩猎纹高足银杯
2. 金筐宝钿团花纹金杯
3. 金仕女狩猎被八瓣银杯
4. 伎乐级八棱金杯
5. 鎏金伎乐纹八棱银杯
6. 素面罐形带把银杯
7. 素面椭圆形银碗
8. 镶金兽首玛瑙杯
9. 玛瑙长杯
10. 水晶八曲长杯
11. 白玉忍冬纹八曲长杯
12. 凸纹玻璃杯
13. “和同开珎”银币
14. 萨珊银币
15. 东罗马金币
16. 素面折腹银碗（大）
17. 素面折腹银碗（小）
18. 鸳鸯莲瓣纹金碗
19. 鎏金海兽水波纹银碗
20. 鎏金双狮纹银碗
21. 鎏金飞狮纹银盒
22. 鎏金钱刻飞廉纹银盒
23. 鎏金冀鹿凤鸟纹银盒
24. 鎏金双抓玟双桃形银盘
25. 鎏金飞廉纹六曲银盘
26. 鎏金凤鸟纹六曲银盘
27. 素面圈足银罐
28. 素面平底银罐
29. 素面三足银罐
30. 素面三足束腰形银罐
31. 仰莲瓣座银罐
32. 银石榴罐
33. 素面“大粒光明砂”银盒
34. 素面双耳银锅
35. 素面金姚
36. 素面长柄三足银铛
37. 素面短柄三足银铛
38. 素面双耳提梁银锅
39. 线刻鸳鸯级银盒
40. 葡萄龙凤改银碗
41. 素面金盒
42. 鎏金双雁级银盒
43. 鎏金团花纹银盒
44. 鎏金石榴花纹银盒
45. 鎏金鸳鸯纹银盒
46. 孔雀纹银方盒
47. “怀集”庸调银饼、“洊安”庸调银饼、“东市库”银饼
48. “拾两太北”银铤、素面银铤
49. 狮纹白玉带板
50. 更白玉、斑玉、深斑玉带
51. 莲瓣纹提梁银罐
52. 云头形金钗
53. 玉臂环（1对）
54. 葡萄花鸟级银香囊
55. 金梳背
56. 金臂钏
57. 金走龙（2条）
58. “开元通宝”金钱、“开元通宝”银钱
59. “高昌吉利”铜币
60. “节墨之法化”铜刀币
61. “京一釿”铜平首布
62. 鎏金铜“货布”
63. 鎏金铜“永安五男”
64. 鎏金舞马衔杯纹银壶
65. 鎏金鸿雁被银匜
66. 素面银盆
67. 素面金盆
68. 鎏金蔓草鸳鸯纹银羽觞
69. 鎏金花鸟纹银碗
70. 鎏金小簇花纹银盖碗
71. 鎏金折枝花纹银盖碗
72. 鎏金鹦鹉级提梁银罐
73. 素面银罐
74. 陶瓮（2件）